# Canow

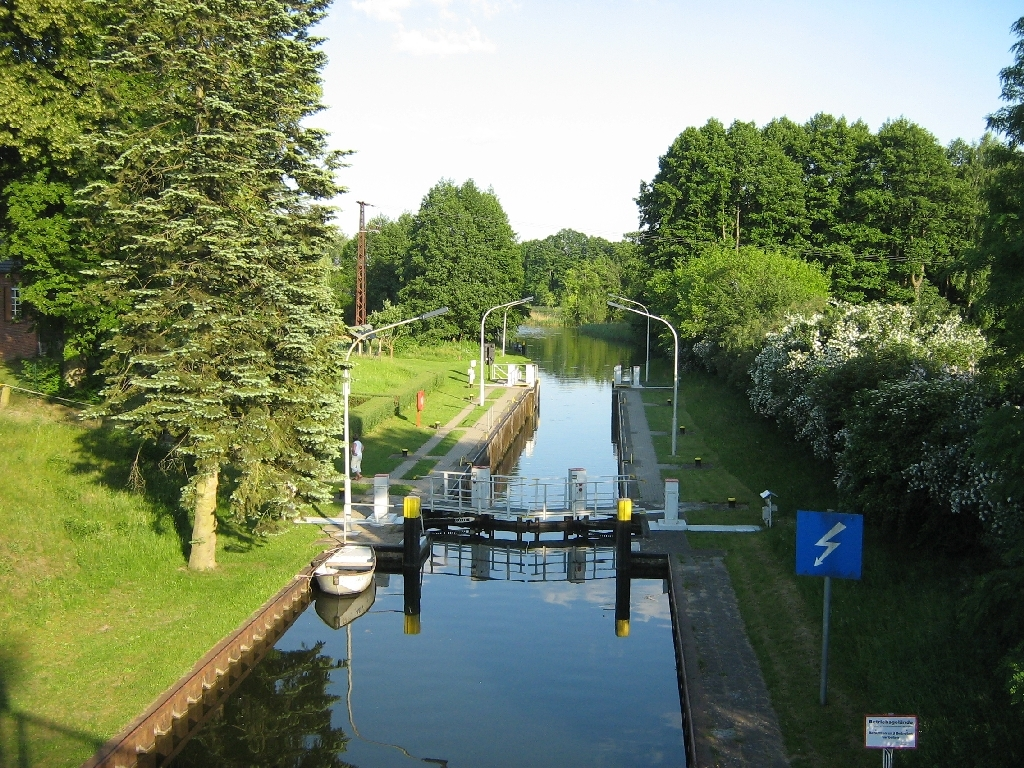
Schleuse in Canow

Canow ist ein Ortsteil der Gemeinde Wustrow im Landkreis Mecklenburgische Seenplatte in Mecklenburg-Vorpommern (Deutschland).
Canow liegt am Südrand der Mecklenburgischen Seenplatte zwischen Labussee und Canower See und hat 160 Einwohner. Bekannt ist Canow als Erholungsort und durch die Schleuse. Der Labus- und der Canower See sind fort durch ein kurzes Kanalstück verbunden, das zur Müritz-Havel-Wasserstraße gehört.
Der Ort wurde 1317 erstmals als „Kanowe“ erwähnt. Der Name ist slawischer Herkunft und lässt sich als Ableitung von kańa, eine Art Raubvogel deuten. Möglicherweise wurde der Name vom See auf den Ort übertragen.
In Canow befand sich in den 1740er Jahren ein Sommersitz der Strelitzer Herzöge, den Prinz Friedrich – der spätere Preußenkönig – besuchte und worüber er seinem Vater berichtete. Häufig wird dies Haus in der Literatur als Jagdhaus bezeichnet. Dessen Standort am Canower See, von wo ein weiter Blick über das Wasser möglich war, ist noch an dem bestehenden baumbestandenen Hügel erkennbar.
Das zur ehemaligen – bereits seit 1359 urkundlich erwähnten – Wassermühle gehörende, für den kleinen Ort sehr markante Gebäude (Speicher) in der Nähe der Schleusenanlage wurde 2005/2006 abgerissen.
Durch die im Ort etwa zwischen 1960 und 1990 zahlreich entstandenen Ferienwohnungen und die Bungalowsiedlungen wurde Canow zu einem beliebten Urlaubsziel. Verstärkt wurde der Zustrom Erholungssuchender in dieser Zeit durch das Bestehen von Zeltplätzen an fast allen Seen der Umgebung. Die Nähe zu Rheinsberg und die verkehrsgünstige Anbindung zum größeren Neustrelitz begünstigten diese Entwicklung und lassen auch das Fortbestehen des Ortes als begehrtes Reiseziel erwarten.
Am Ausgang der Schleuse Canow auf der Labussee-Seite befindet sich die Fischerei Canow, die zur Seenfischerei Obere Havel (Wesenberg) gehört.
Zirka ein Kilometer entfernt liegt das kleine Dorf Neu Canow, zu dem eine Bungalowsiedlung mit rund 100 Ferienwohnungen gehört.

## Söhne und Töchter
- Karl Friedrich Schultz (1766–1837), Mediziner und Botaniker